# Ingrid Seifert
Ingrid Seifert (* 1952 bei Salzburg) ist eine österreichische Violinistin.

## Leben und Wirken
Ingrid Seifert studierte klassische Violine am Salzburger Mozarteum bei Jaroslav Suchý und in Wien bei Joseph Sivó (1931–2007). Gegen Ende des Studiums entdeckte sie ihr Interesse an der Barockvioline. Nachdem sie gelegentlich mit dem Concentus Musicus Wien unter der Leitung von Nikolaus Harnoncourt gespielt hatte, konnte sie dank eines Stipendiums bei Sigiswald Kuijken Barockvioline studieren. Bis 1980 spielte sie einige Jahre in Reinhard Goebels Musica Antiqua Köln.
Im Oktober 1978 gründete Seifert als erste Geigerin mit dem Cellisten Charles Medlam das Kammerensemble London Baroque. Seifert spielt auf einer Jakob Stainer zugeschriebenen Violine aus dem Jahr 1661. Mehr als 80 CD spielte sie mit „London Baroque“ ein.
Ingrid Seifert unterrichtete am Trinity College of Music in London, am Royal Northern College of Music in Manchester, an der Hochschule für Musik Würzburg und sie gibt in Meisterkursen am Royal College of Music und an der Royal Academy of Music in London ihr Können weiter.
Ihr Sohn Lukas Medlam (* 1985) ist ebenfalls Geiger, nachdem er zwischenzeitlich Physik studierte. Schwester Hannah Medlam ist Sängerin und Geigerin, die Familie trat gelegentlich als „Medlam Quartett“ in Erscheinung.

## Einspielungen (Auswahl)
- Johann Pachelbel: Arien & Concerti, mit Emma Kirkby, Sopran, Michael Maisch, Trompete, London Baroque: Ingrid Seifert, Violine, u. a. Cavalli-Records Best.Nr. CCD 332
- Henry Purcell: Sonata in four parts, mit dem London Baroque, Ingrid Seifert (Violine) u. a. Aufnahme vom September 1997 Label: Harmonia Mundi France